# Ferdinand Schazmann
Ferdinand Rudolf Christoph David Schazmann (* 15. Juli 1766 in Burg Friedberg; † 15. April 1845 in Darmstadt) war ein deutscher Jurist und Schriftsteller.

## Leben
Ferdinand Schazmann war der Sohn von Philipp David Schazmann (* 18. Februar 1718 in Friedberg; † 22. April 1793 ebenda), Kaiserlicher Rat und Kanzleidirektor in Friedberg und dessen Ehefrau Susanne Regine (* 30. März 1733 in Diez; † 30. März 1805 in Friedberg), Tochter von Johann Adam Goedeke (1695–1765), Amtmann in Nassau. Seine Geschwister waren:
- Franz Adam David Schazmann (* 16. Dezember 1756 in Friedberg; † 19. August 1782 ebenda);
- Friedrich Daniel Henrich David Schazmann (* 3. September 1759 in Friedberg; † 11. Dezember 1813), Stadt- und Landphysikus, hessisch-homburgischer Hofrat;
- Henriette Christine Schazmann (* 30. August 1761 in Friedberg; † 27. Oktober 1761)

Ferdinand Schazmann begann am 10. April 1785 ein Studium der Rechte, der Philologie und Kameralistik an der Universität Gießen. Nach seinem Studium absolvierte er für ein halbes Jahr ein Praktikum am Reichskammergericht und wurde 1790 als Archivar und Registrator auf der Burg Friedberg eingestellt. 1802 war er anfangs bei der hessischen Reichstagsgesandtschaft in Regensburg und wurde noch im gleichen Jahr fürstlich-hessischer Sekretär bei der Ministerial- und Marstallamtskanzlei in Darmstadt. 1805 wurde er zusätzlich zum Sekretär bei der Rechnungsjustifikatur (Rechnungsprüfung) des Oberforstkollegiums berufen. 1807 wurde er dann Oberforstkollegiums-Rechnungsjustifikator.
1814 erhielt er seine Ernennung zum Rat und wurde 1817 in die Pension entlassen. Anschließend war er als Schriftsteller tätig und veröffentlichte Schriften zu geschichtlichen Themen.
Ferdinand Schazmann war seit dem 18. Mai 1809 verheiratet mit Johanna Maria Fuhr (* 4. August 1779 in Darmstadt; † 27. Oktober 1857 ebenda), Tochter von Johann Heinrich Fuhr (1735–1809), der einen internationalen Warenhandel aufbaute und Schwester vom Kaufmann Johann Heinrich Fuhr. Gemeinsam hatten sie 2 Kinder:
- Friedrich Ferdinand David Schazmann (1810–1814);
- Auguste Ferdinande Schazmann (1811–1834).

## Mitgliedschaften
- 1822 wurde Ferdinand Schazmann Leiter der Direktion des Sterbekassenvereins in Darmstadt.
- von 1823 bis 1831 war er Mitglied der Großherzoglichen Zivildiener-Witwenkassen-Kommission.
- Er war Mitglied mehrerer gelehrter Gesellschaften.

## Ehrungen
1824 wurde er zum Hofrat ernannt.

## Schriften (Auswahl)
- Patriotische Gedanken über den Zustand der Juden überhaupt, vorzüglich der Judenschaft in der Reichsstadt Friedberg. Burg-Friedberg, 1788.
- Christian Theodor Roth; Ferdinand Rudolph Christoph David Schazmann: Beyträge für die Geschichte der Wetterau. Frankfurt am Main, 1801.